# Вальда (мыза)
Ва́льда (нем. Waldau), также мы́за Ва́лту (эст. Valtu mõis) — рыцарская мыза в Харью (современном Харьюмаа). В настоящее время центр мызы находится в уезде Рапламаа. 

## История
Первое упоминание о мызе относится к 1412 году. В 1588—1828 годах ею владели Тизенгаузены, затем Штакельберги, Унгерн фон Штернберги, Майдели. В своё время была известным произведением эстонского классицизма.
На военно-топографических картах Российской империи (1846–1863 годы), в состав которой входила Эстляндская губерния, мыза обозначена как мз. Вальда.
Главное здание (господский дом) было сожжено во время крестьянских волнений в 1905 году; его руины и приусадебный комплекс сохранились, и некоторые хозяйственные постройки были восстановлены. 
В 1815 году недалеко от главного здания мызы была построена голландская ветряная мельница. 
Два дома служащих мызы, винный подвал и мельница внесены в Государственный регистр памятников культуры Эстонии. На месте главного здания ныне расположен многоквартирный дом.

## Галерея

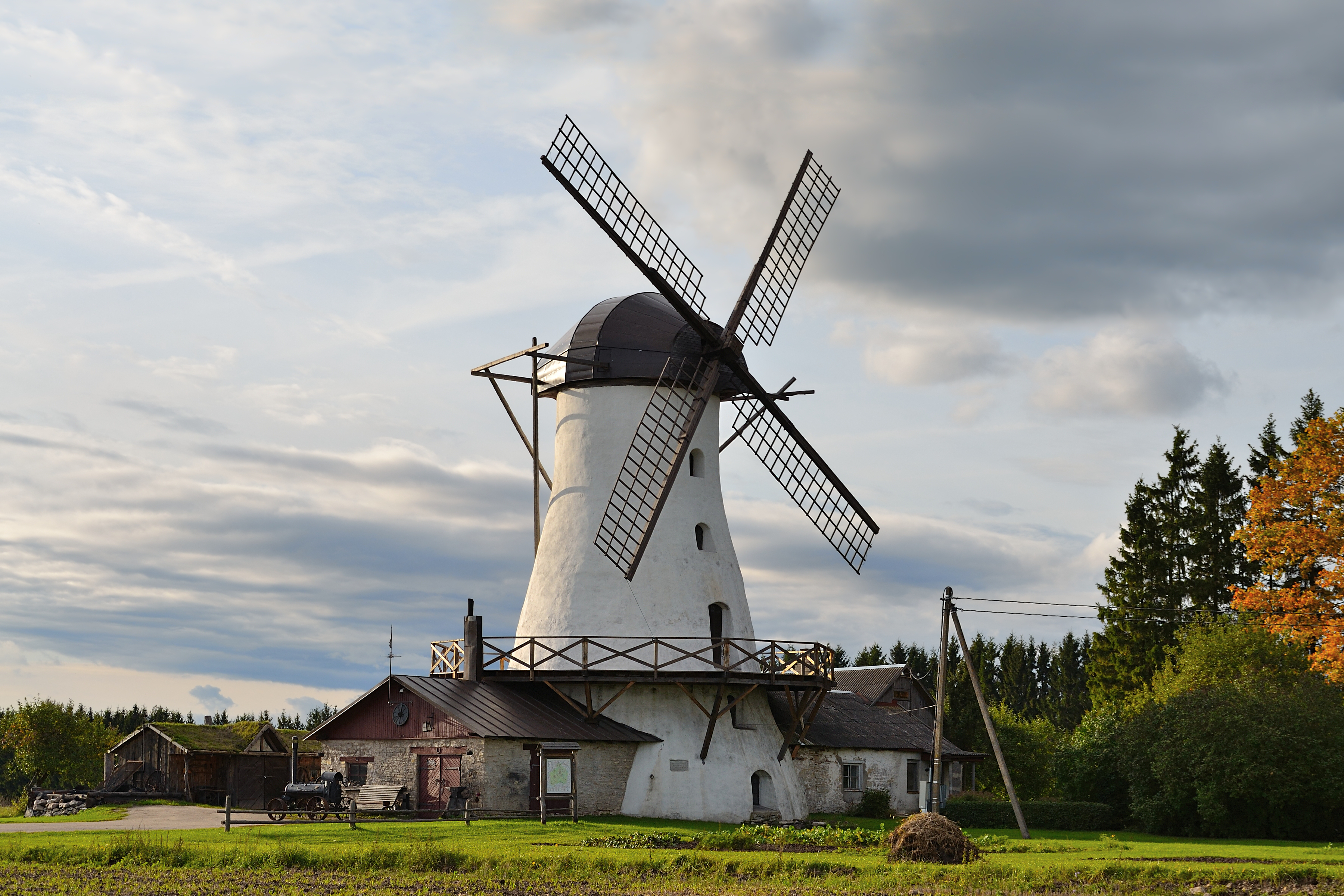
Ветряная мельница мызы
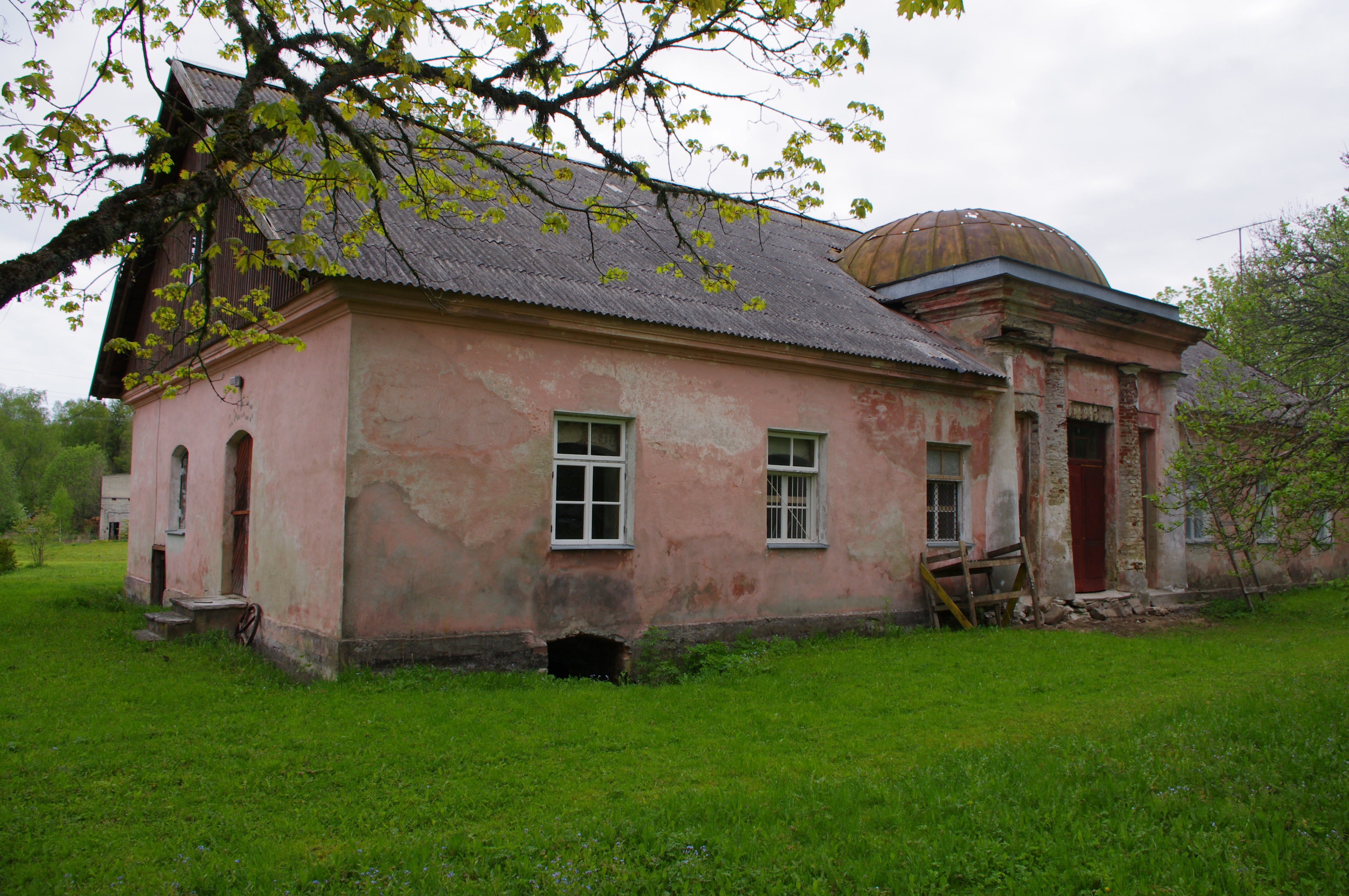
Дом служащих мызы (располагался слева от парадного входа в главное здание)
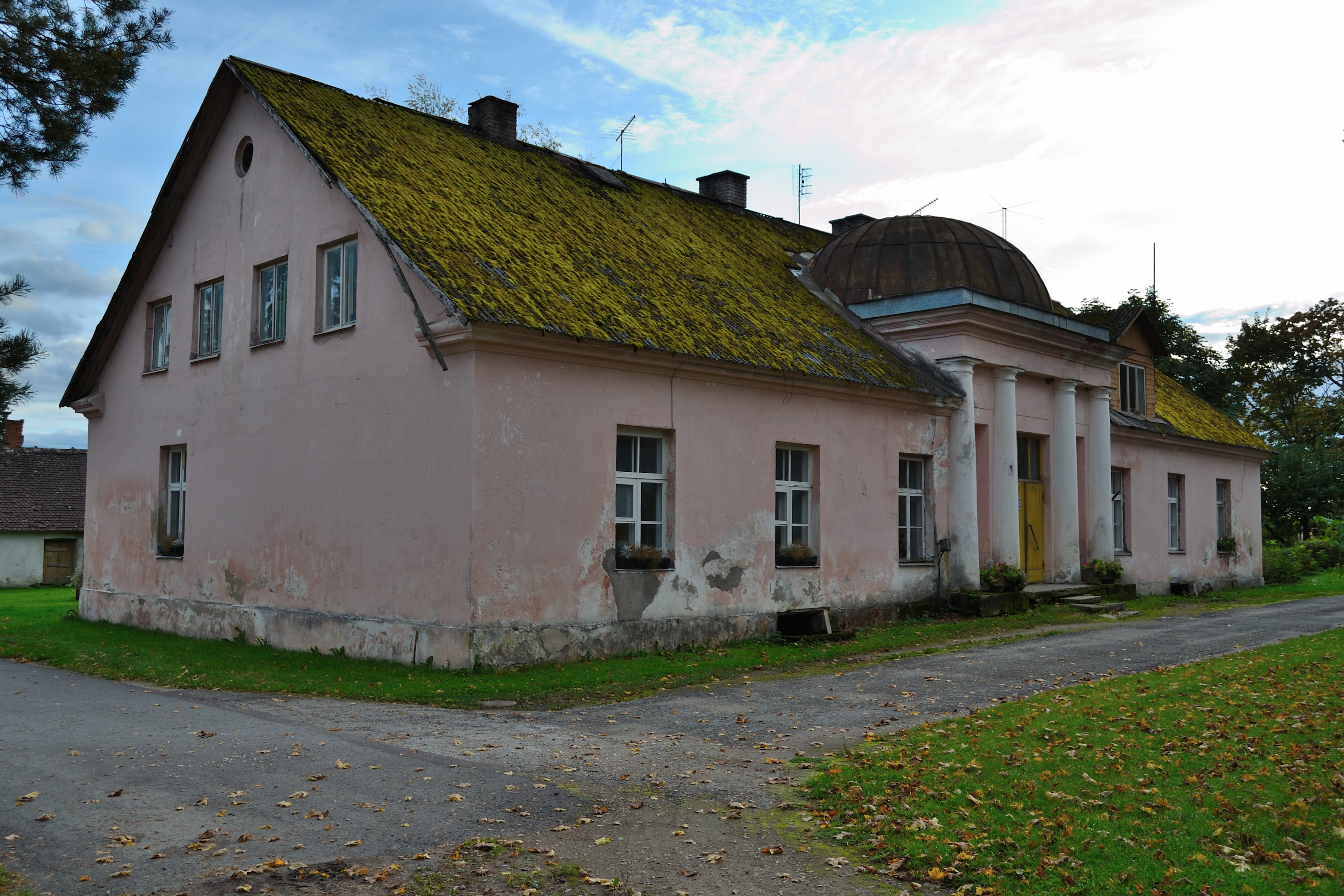
Дом служащих мызы (располагался справа от парадного входа в главное здание)
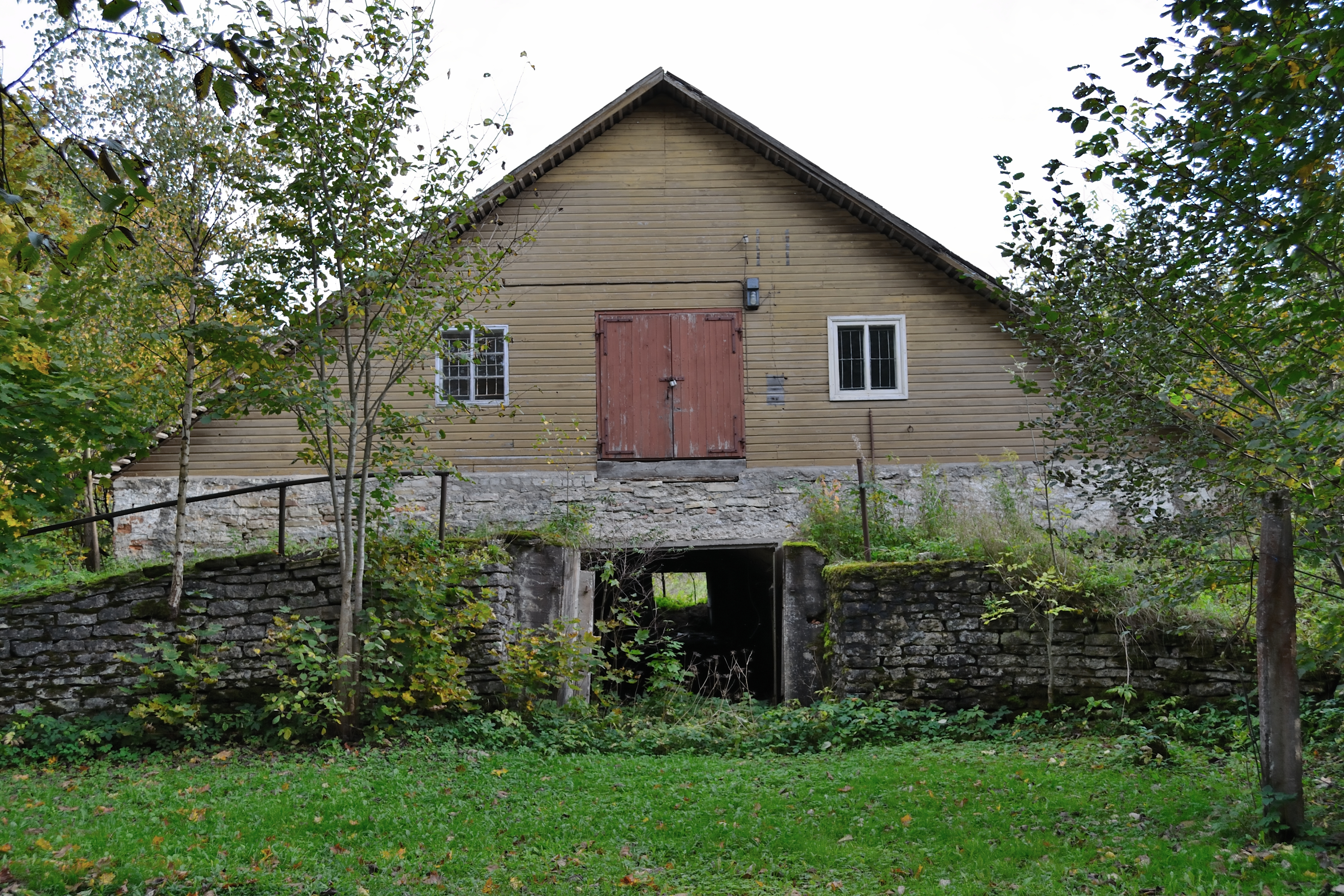
Винный подвал мызы